# Rejon totiemski
Rejon totiemski (ros. Тотемский район, Totiemskij rajon) – jednostka administracyjna w Rosji, w obwodzie wołogodzkim, z siedzibą w Tot′mie. 
W 2010 roku mieszkało w niej 23 885 osób.